# Диоскор (антипапа)
Диоскор (на латински: Dioskur, * в Александрия, † 14 октомври 530 в Рим) е антипапа през 530 година.
Диоскур произлиза вероятно от източноримската империя. Преди 514 г. той има високи служби при папа Симах, по-късно и при Хормисд.
Понеже Диоскор има много добри познания на гръцки език и познава по-добре Източен Рим, през 519 г. е водещ при прговорите за прекратяване на Акакийската схизма в Константинопол. Когато папа Феликс III (IV) умира през 530 г., той е кандидат за негов наследник.
На 22 септември 530 г. мнозинството на клира го избира за папа; едно антивизантийско мнозинство номинира едновременно обаче предложения от Феликс гот Бонифаций II за наследник на умрелия. Само ранната смърт на Диоскур (средата на октомври 530) оставя Бонифаций като единствен папа и прекратява схизмата.